# سوویتلانا آقاپیتوا
سوویتلانا آقاپیتوا (روسی: Светлана Юрьевна Агапитова؛ زادهٔ ۸ فوریهٔ ۱۹۶۴) یک فعال حقوق بشر، اجتماعی و سیاسی روسی است.

## زندگی‌نامه
متولد ۸ فوریه ۱۹۶۴ در لنینگراد می‌باشد. او در سال ۱۹۸۶ از دانشکده روزنامه‌نگاری دانشگاه ایالتی لنینگراد فارغ‌التحصیل شد. در سال ۲۰۱۲ او مدرک لیسانس را دریافت کرد، فارغ‌التحصیل از آکادمی اقتصاد ملی و اداره عمومی تحت ریاست فدراسیون روسیه است.
او ازدواج کرده و ۴ فرزند دارد.

## فعالیت‌ها
در سال ۱۹۸۹ او آژانس اطلاعات و تبلیغات IMA-PRESS را بنیانگذاری کرد او در پترزبورگ کانال ۵ کار می‌کرد. در کانال روسیه ۱ برنامه خانواده و دوران کودکی را رهبری کرد.
۲۳ دسامبر ۲۰۰۹ وارد دفتر بازرس کودک در سنت پترزبورگ شد. در ۲۱ ژانویه ۲۰۱۵ به سمت کمیساریای حقوق کودکان در سنت پترزبورگ مجدداً انتخاب شد.